# Marko Mihojević
Marko Mihojević (Trebigne, 21 aprile 1996) è un calciatore bosniaco, difensore del Radnički Kragujevac.

## Statistiche

### Cronologia presenze e reti in nazionale
| Cronologia completa delle presenze e delle reti in nazionale ― Bosnia ed Erzegovina | Cronologia completa delle presenze e delle reti in nazionale ― Bosnia ed Erzegovina | Cronologia completa delle presenze e delle reti in nazionale ― Bosnia ed Erzegovina | Cronologia completa delle presenze e delle reti in nazionale ― Bosnia ed Erzegovina | Cronologia completa delle presenze e delle reti in nazionale ― Bosnia ed Erzegovina | Cronologia completa delle presenze e delle reti in nazionale ― Bosnia ed Erzegovina | Cronologia completa delle presenze e delle reti in nazionale ― Bosnia ed Erzegovina | Cronologia completa delle presenze e delle reti in nazionale ― Bosnia ed Erzegovina |
| Data                                                                                | Città                                                                               | In casa                                                                             | Risultato                                                                           | Ospiti                                                                              | Competizione                                                                        | Reti                                                                                | Note                                                                                |
| ----------------------------------------------------------------------------------- | ----------------------------------------------------------------------------------- | ----------------------------------------------------------------------------------- | ----------------------------------------------------------------------------------- | ----------------------------------------------------------------------------------- | ----------------------------------------------------------------------------------- | ----------------------------------------------------------------------------------- | ----------------------------------------------------------------------------------- |
| 28-1-2018                                                                           | Carson                                                                              | Stati Uniti                                                                         | 0 – 0                                                                               | Bosnia ed Erzegovina                                                                | Amichevole                                                                          | -                                                                                   |                                                                                     |
| 5-9-2019                                                                            | Zenica                                                                              | Bosnia ed Erzegovina                                                                | 5 – 0                                                                               | Liechtenstein                                                                       | Qual. Euro 2020                                                                     | -                                                                                   | 25’                                                                                 |
| 18-11-2019                                                                          | Vaduz                                                                               | Liechtenstein                                                                       | 0 – 3                                                                               | Bosnia ed Erzegovina                                                                | Qual. Euro 2020                                                                     | -                                                                                   | 70’                                                                                 |
| 27-3-2021                                                                           | Zenica                                                                              | Bosnia ed Erzegovina                                                                | 0 – 0                                                                               | Costa Rica                                                                          | Amichevole                                                                          | -                                                                                   | 46’ 76’                                                                             |
| Totale                                                                              |                                                                                     | Presenze                                                                            | 4                                                                                   |                                                                                     | Reti                                                                                | 0                                                                                   |                                                                                     |

## Palmarès

### Club

#### Competizioni nazionali
- Campionato bosniaco: 1

Sarajevo: 2014-2015
- Coppa di Grecia: 1

PAOK: 2017-2018